# بيري روز
بيري روز هو مغن مؤلف بلجيكي، ولد في 9 مايو 1961 في بروكسل في بلجيكا.

## وصلات خارجية
- الموقع الرسمي
- بيري روز على موقع ميوزك برينز (الإنجليزية)
- بيري روز على موقع ديسكوغز (الإنجليزية)